# Rivière Kauskatitineu
Rivière Kauskatitineu är ett vattendrag i Kanada.   Det ligger i provinsen Québec, i den östra delen av landet, 600 km norr om huvudstaden Ottawa. Rivière Kauskatitineu ligger vid sjön Lac Ashimwakw.
Trakten runt Rivière Kauskatitineu är nära nog obefolkad, med mindre än två invånare per kvadratkilometer.